# Fjällkvastmossa
Fjällkvastmossa (Dicranum groenlandicum) är en bladmossart som beskrevs av Bridel 1819 [1818. Fjällkvastmossa ingår i släktet kvastmossor, och familjen Dicranaceae. Enligt den finländska rödlistan är arten sårbar i Finland. Arten är reproducerande i Sverige. Artens livsmiljö är våtmarker i fjällen (myrar, stränder, snölegor). Inga underarter finns listade i Catalogue of Life.